# تپه سگ مار
تپه سگ مار مربوط به مس وسنگ - مفرغ است و در شهرستان دالاهو، بخش مرکزی، دهستان بیونیج، روستای ده کهنه واقع شده و این اثر در تاریخ ۲۶ اسفند ۱۳۸۶ با شمارهٔ ثبت ۲۱۷۶۹ به‌عنوان یکی از آثار ملی ایران به ثبت رسیده است.